# Amøbe
Amøben er et halv millimeter stor protozo, som er opbygget af én celle. Amøber klassificeres i øjeblikket under protister under protozoer, men klassificeringen bliver ændret når en bedre forefindes.
Amøber forekommer meget almindeligt i søer. De lever frit i vand eller som parasitter, et eksempel på en parasitisk amøbe kunne være Entamoeba histolytica.
En amøbe er indehaver af en biologisk rekord: det største genom er bestemt for Polychaos dubium med 670 milliarder basepar. Til sammenligning har det humane genom kun 3,2 milliarder basepar.
I 2008 blev en en-cellet 2,5 cm stor kugleformet amøbe Bahamian Gromia fundet ved Bahamas nær ved Little San Salvador Island. Den bevæger sig ved at rulle henover havbunden.